# Harrogate

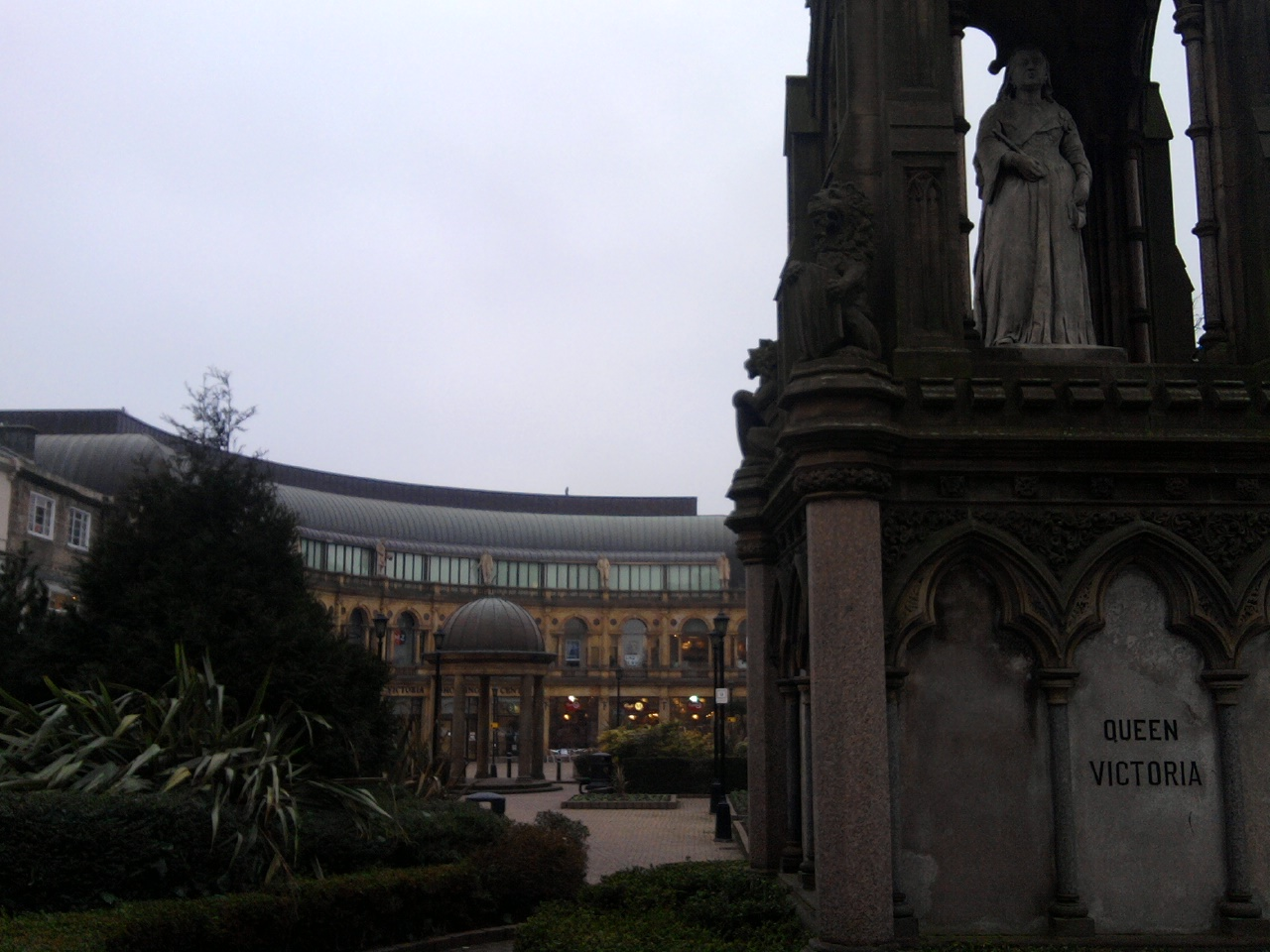
Monumento a la Reina Victoria del Reino Unido en Harrogate.

Harrogate es una ciudad en Inglaterra en el condado de Yorkshire del Norte. Su población se estima en 151 300 habitantes.
La ciudad es un destino turístico y sus atracciones turísticas incluyen sus aguas termales y los jardines RHS Harlow Carr. Muy cerca se encuentra el parque nacional de Yorkshire Dales.
Harrogate surgió de dos asentamientos más pequeños, alto y bajo Harrogate en el siglo XVII. Las aguas termales de Harrogate contienen sal de hierro, azufre y cloruro de sodio. La ciudad llegó a ser conocida como el Spa Inglés en la era georgiana, después de que se descubrieron sus aguas en el siglo XVI. En los siglos XVII y XVIII, las aguas ferruginosas (es decir, que contienen hierro) se convirtieron en un tratamiento popular para la salud, y la afluencia de visitantes ricos, pero enfermizos, contribuyó significativamente a la riqueza de la ciudad.
El lema de la ciudad es Arx celebris fontibus, que significa "ciudadela célebre por sus fuentes".

## Historia
Fue en 1596, cuando el Dr. Bright, físico emérito en el momento, descubrió Harrogate y sus muchas fuentes. Su impresión fue tal que recomendó esas aguas a todo el mundo.
Posteriormente, se convirtió en la fuente de conocida reputación en Inglaterra, incluso por medio del rey George III, que presentó al público el Spa Inglés en 1778.
En virtud de la época victoriana, la ciudad creció considerablemente. Las fuentes ahora curativas atrajeron turistas en masa, que requirieron la construcción de hoteles de lujo y nuevas infraestructuras.

## Conexiones
La estación de tren y autobuses de Harrogate en el centro de la ciudad proporciona conexiones al Aeropuerto internacional de Leeds Bradford que está a 10 millas (16 km) al suroeste de Harrogate. La carretera principal que atraviesa la ciudad es la A61, que conecta Leeds y Ripon. Harrogate está conectado a Wetherby y la A1(M), por la A61.

## Eventos
La ciudad acogió el Festival de la Canción de Eurovisión 1982, con el lema Where's Harrogate? (¿Dónde está Harrogate?).
En 2019, Harrogate fue el lugar donde se encontraba la meta del Campeonato Mundial de Ciclismo en Ruta.

## Ciudades hermanadas
- Bagnères-de-Luchon, Francia.
- Harrogate, Tennessee, Estados Unidos.
- Wellington, Nueva Zelanda.